# Tiếng Yele
Tiếng Yele (Yélî Dnye), là một ngôn ngữ trên đảo Rossel, đảo cực đông trong quần đảo Louisiade ngoài khơi mũi đông Papua New Guinea. Có khoảng 4.000 người nói tiếng Yele vào thời điểm năm 1998. Hiện tại, nó nên được coi là ngôn ngữ chưa phân loại. Nó đã được tạm phân loại là một ngôn ngữ tách biệt (có thể có mối quan hệ xa nào đó với tiếng Anêm và tiếng Ata của New Britain, tạo nên nhóm Yele – Tây New Britain), hoặc một ngôn ngữ châu Đại Dương gần gũi nhất với tiếng Sudest trong nhóm ngôn ngữ Mũi Papua. Về loại hình, nó chia sẻ nhiều nét tương đồng với các ngôn ngữ châu Đại Dương ở miền nam New Guinea hơn là với các ngôn ngữ Papua tách biệt ở New Britain. Trật tự từ thường thiên về SOV.
Tiếng Yele đã được nghiên cứu kỹ lưỡng về mặt ngôn ngữ học nhận thức. Nó có một hệ thống giới từ chỉ vị trí trong không gian lớn. Tiếng Yele có 11 giới từ có thể tương ứng với giới từ on tiếng Anh (nôm na là bằng với trên tiếng Việt), việc sử dụng giới từ tuỳ thuộc vào nhiều yếu tố: vật thể nằm trên mặt phẳng ngang (mặt bàn), mặt phẳng đứng (tường), trên đỉnh/ngọn; liệu nó có dính vào bề mặt không; và vật thể ấy dính kết thành khối hay phân nhỏ.
Stebbins (2018) xem Yélî Dnye là một ngôn ngữ tách biệt. Ông cho rằng nét tương đồng với các ngôn ngữ Nam Đảo là do sự tiếp xúc và khuếch tán đặc điểm ngôn ngữ.